# Slovenski avto leta
Slovenski avto leta je nagrada, ki jo v Sloveniji podelijo vsako leto od 1993 avtomobilu, ki mu bralci, poslušalci in uredništva izbranih medijev dodelijo največ točk. Nagrado so ustanovili sprva trije mediji, revija Avto in šport, Motorevija in Val 202, kasneje pa so se pridružili še TV Slovenija, dnevniki Delo, Dnevnik, Večer. Leta 2001 je Avto in šport zamenjala revija Avto Foto Market. Leta 2007 se je žiriji pridružila še Siolova avtomobilska internetna stran Avto Moto, leta 2012 pa še uredništvo Avto magazina. Leta 2014 so izbor Slovenski avto leta organizirali Motorevija AMZS, RTV Slovenija – Val 202, Delo in Slovenske novice, Dnevnik in Nedeljski dnevnik, Večer, Siol.net – portal Avto-moto in Avto magazin.

## Pravila
V finalni izbor se uvrsti 5 avtomobilov, ki je prejelo največ glasov poslušalcev oziroma bralcev izbranih medijev. V finalu prejmejo avtomobili poleg točk glede na glasovanje bralcev oziroma poslušalcev tudi točke uredništev sodelujočih občil, ki glasujejo v skladu z merili: oblika avtomobila, vozne zmogljivosti in lastnosti, funkcionalnost, gospodarnost, varnost, cenovna umestitev in primernost za slovenski avtomobilski trg.

## Nagrajenci
| Leto | Avto leta              | Ostali finalisti                                                                                       |
| ---- | ---------------------- | --- |
| 1993 | BMW 3 Coupé            | |
| 1994 | Mercedes-Benz Razred C | |
| 1995 | Renault Laguna         | |
| 1996 | Volkswagen Polo        | |
| 1997 | Renault Mégane         | |
| 1998 | Audi A6                | |
| 1999 | Volkswagen Golf        | |
| 2000 | Ford Focus             | Mercedes-Benz Razred S, Toyota Yaris, Opel Zafira, VW Beetle                                           |
| 2001 | Fiat Punto             | Mercedes-Benz Razred C, Škoda Fabia, Audi A2, Citroën Xsara Picasso                                    |
| 2002 | Peugeot 307            | Audi A4, Renault Laguna, Ford Mondeo, Alfa 147                                                         |
| 2003 | Mazda6                 | Renault Mégane, Citroën C3, Ford Fiesta, Fiat Stilo                                                    |
| 2004 | Mazda3                 | Renault Scénic, Audi A3, BMW 5, Volkswagen Touran                                                      |
| 2005 | Volkswagen Golf        | Mazda RX-8, Renault Modus, Peugeot 407, Hyundai Tucson                                                 |
| 2006 | Volkswagen Passat      | Renault Clio, Mazda5, Seat León, BMW 3                                                                 |
| 2007 | Opel Corsa             | Audi Q7, Toyota Yaris, Peugeot 207, Fiat Punto                                                         |
| 2008 | Audi A4/A5             | Mazda2, Toyota Auris, Peugeot 308, Renault Twingo                                                      |
| 2009 | Volkswagen Golf        | Audi Q5, Seat Ibiza, Mazda6, Renault Megane                                                            |
| 2010 | Volkswagen Polo        | Opel Astra, Škoda Yeti, Mazda3, Toyota Avensis                                                         |
| 2011 | Volkswagen Passat      | Opel Meriva, Alfa Romeo Giulietta, Citroen C3/DS3, Audi A1                                             |
| 2012 | Ford Focus             | Hyundai i40, Audi A6, Citroën C4/DS4, Toyota Yaris                                                     |
| 2013 | Volkswagen Golf        | Ford B-Max, Renault Clio, Hyundai i30, BMW serija 3                                                    |
| 2014 | Škoda Octavia          | 2. mesto: Mazda 3 3. mesto: Peugeot 308 4. mesto: Citroen C4 Picasso 5. mesto: Toyota Auris            |
| 2015 | Škoda Fabia            | 2. mesto: Volkswagen Passat 3. mesto: Renault Twingo 4. mesto: Opel Corsa 5. mesto: Citroën C4 Cactus  |
| 2016 | Opel Astra             | 2. mesto: Škoda Superb 3. mesto: Mazda CX-3 4. mesto: Audi A4 5. mesto: Renault Kadjar                 |
| 2017 | Peugeot 3008           | 2. mesto: Alfa Romeo Giulia 3. mesto: Kia Sportage 4. mesto: Renault Megane 5. mesto: Volkwagen Tiguan |
| 2018 | Volkswagen Polo        | 2. mesto: Škoda Kodiaq 3. mesto: Peugeot 5008 4. mesto: Honda Civic 5. mesto: Mazda CX-5               |
| 2019 | Ford Focus             | 2. mesto: Kia Ceed 3. mesto: Škoda Karoq 4. mesto: Volkswagen T-Roc 5. mesto: Volvo CX-40              |
| 2020 | Renault Clio           | 2. mesto: Opel Corsa 3. mesto: Mazda CX-30 4. mesto: Škoda Kamiq 5. mesto: Volkswagen T-Cross          |
| 2021 | Škoda Octavia          | 2. mesto: Volkswagen Golf 3. mesto: Peugeot 2008 4. mesto: Hyundai Tucson 5. mesto: Renault Captur     |
| 2022 | Toyota Yaris Cross     | 2. mesto: Renault megan conquest 3. mesto: Škoda enyaq 4. mesto: Opel mokka 5. mesto: Volkswagen ID.4  |
| 2023 | Peugeot 308            | 2. mesto: Opel astra 3. mesto: Toyota corolla cross 4. mesto: Citroën C5 X 5. mesto: Alfa Romeo tonale |
| 2024 |                        | |